# 로토루아 호수
로토루아 호수(Lake Rotorua)는 뉴질랜드 북섬 로토루아에 있는 호수로 표면적이 2번째로 큰 호수이다. 면적은 7,878ha에 이르며, 평균 수심은 불과 11m이고, 수량은 옆에 있는 타라웨라 호수(Lake Tarawera)보다 훨씬 작다. 베이 오브 플렌티 지역 중 38 ° 05 'S 176 ° 16'E에 위치한다. 로토루아시는 호수의 남쪽에 있고 옹고타하(Ngongotaha) 마을은 호수의 서쪽에 있다.
이 호수는 타우포 화산지대의 화산 활동으로 형성되었다. 최후의 분출은 24만년 전에 일어났으며, 분출 이후에 화산 아래로 용암로가 붕괴되었다.

## 개요
호수는 타우포 화산대에 있는 거대한 화산의 분화구라고 할 수 있다. 마지막 대폭발은 14만 년 전에 있었다. 그 분화 후 화산 바로 밑의 용암 웅덩이가 붕괴했다. 남은 둥근 구덩이가 로토루아 칼데라(Rotorua Caldera)로 현재 호수가 있는 장소이다. 화산으로 만들어진 호수가 다른 몇 개가 있고, 활화산 타라웨라산 기슭을 따라 동쪽으로 인접하여 있다.
로토루아 호수에는 많은 하천에서 물이 유입되고 있으며, 우타히나와 같은 일부 하천에는 로토루아 지역의 지열 활동으로 호수보다 수온이 높은 물이 흐르고 있다. 반대로, 하무라나 온천(Hamurana Spring) 및 아와호우와 같이 북쪽의 물줄기는 10°C의 상온을 유지하며, 맑은 물이 흐르고 있다. 다른 유명한 유입 하천으로는 송어 낚시로 유명한 옹고타하강이 포함된다.
로토루아 호수를 흐르는 큰 수량에 관계없이, 얕은 수심이 유지되며, 특히 바람이 심한 날씨 뒤에는 침전물로 인해 색이 들기 쉽다. 호수는 낚시터로는 좋지만, 수상 스포츠와 수영 장소로는 별로 인기가 없다.
로토루아 호수는 호수의 북동쪽 모서리에 있는 오하우강(Ohau Channel)을 통해서 직접 로토이티 호수(Lake Rotoiti)로 흘러든다. 이 강은 보트 항이 있으며, 낚시를 하는 낚시꾼들에게 인기있는 지역이다. 오하우 강은 수심이 매우 얕은 지역 모우레아(Mourea) 델타로 이어지고있다. 이 지역은 해변에서 물놀이를 할 수 있으며, 수영 초보자에게 인기가 있는 지역이다. 근처에는 테 아라와(Te Arawa ) 족, 나티 피키아오(Ngati Pikiao) 계열 선조들의 토지가 있다. 로토이티 호수에서 로토루아 호수 물은 마케쯔(Maketu) 근처에서 태평양에 연결되는 카이투나 강(Kaituna River)으로 흐른다. 20 km 이내의 해발 약 300m에서 급강하는 극한의 카약이나 래프팅을 위해 사용되는 지역이 되었다.
아직도 활발한 간헐천과 뜨거운 진흙을 포함한 호수 주위의 지열 활동이 활발한 호수는 유황 함유량이 높다. 따라서 호수는 독특한 황록색의 색조를 띠고 있다.

### 전설

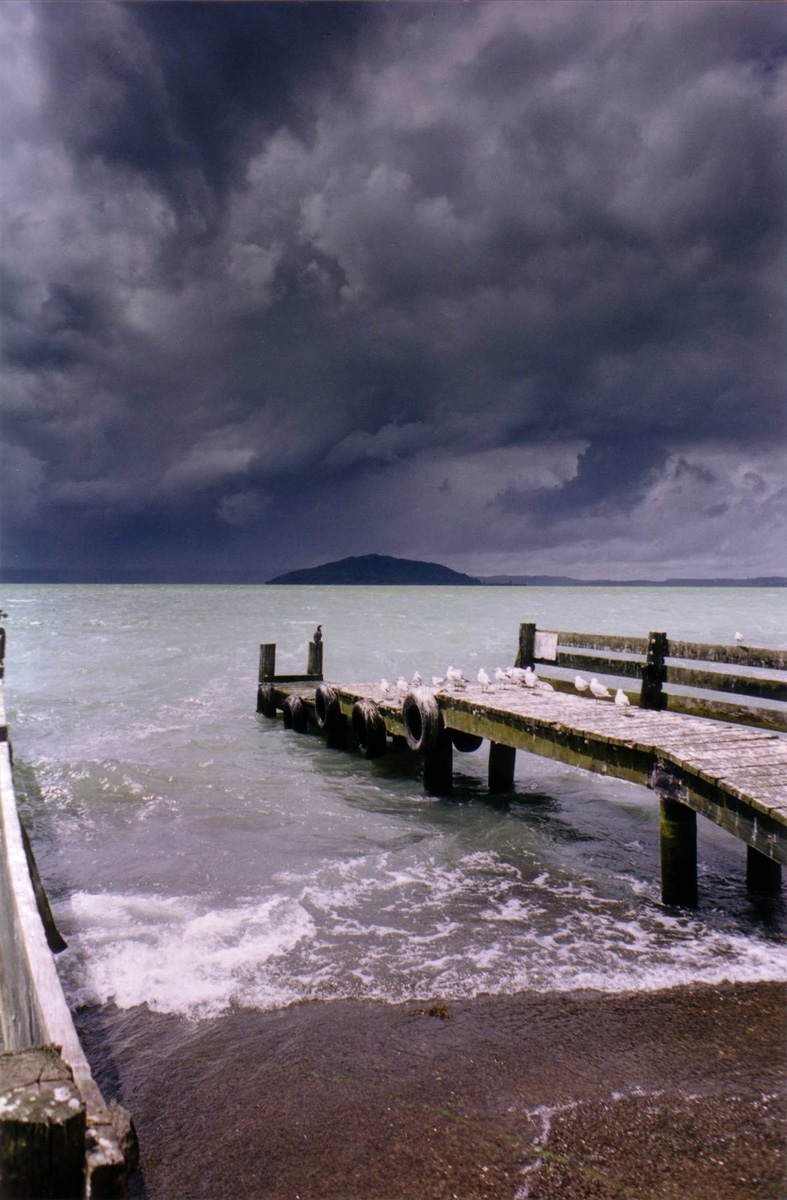
모코이아섬

호수의 중앙 근처 모코이아섬(Mokoia Island)은 유문암 돔이다. 뉴질랜드에서 가장 잘 알려진 호수 섬으로 마오리 족의 가장 유명한 전설 중 하나인 "히네모아와 트타네카이"와 밀접하게 관련되어 있다. 호안의 아가씨 히네모아가 모코이아섬에 사는 애인 트타네카가 있는 곳으로 호수를 헤엄쳐 건너갔다고 하는 유명한 연애담이다.
이 전설은 이후 마오리족들의 민요로 전해 내려오다가, 1914년 투모운(P.H. Tomoan)에 의해 편곡되어 포카레카레 아나(Pokarekare Ana)라는 노래로 탄생된다. 1917년 제1차 세계대전 때 초연이 되면서, 알려지기 시작했다. 이후 마오리족 출신의 뉴질랜드 국민가수 키리 테 카나와(Kiri Te Kanawa)가 이 노래를 부르면서, 전 세계적으로 알려졌다. 1950년 한국전쟁에 참가한 뉴질랜드 군에 의해 한국에도 《연가》(戀歌)라는 노래로 번안되어 널리 알려지게 되었다.

## 같이 보기
- 모코이아섬

## 갤러리

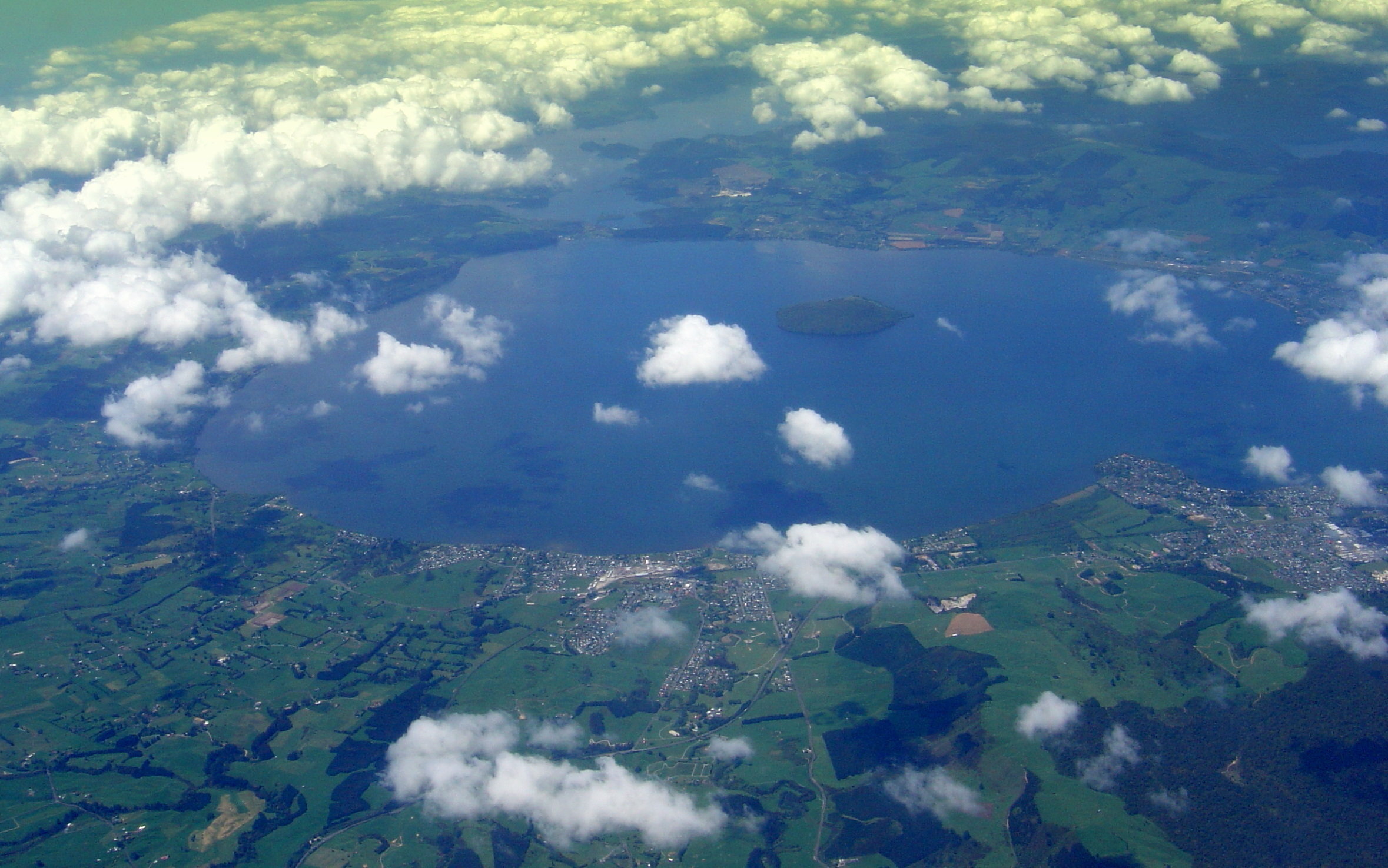
6,100 상공에서 본 로토루아 호수
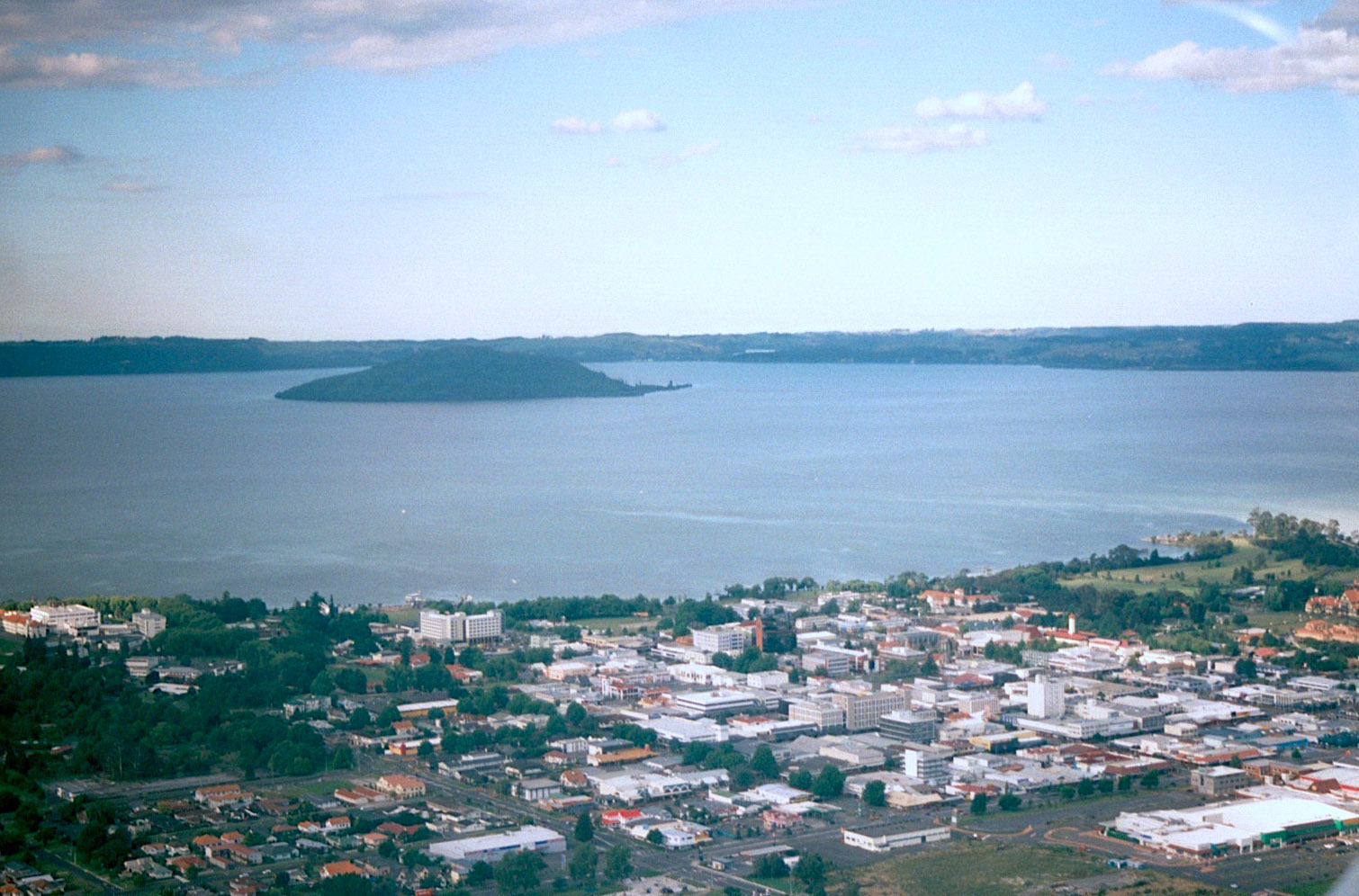
시내, 로토루아 호수, 모코이아섬
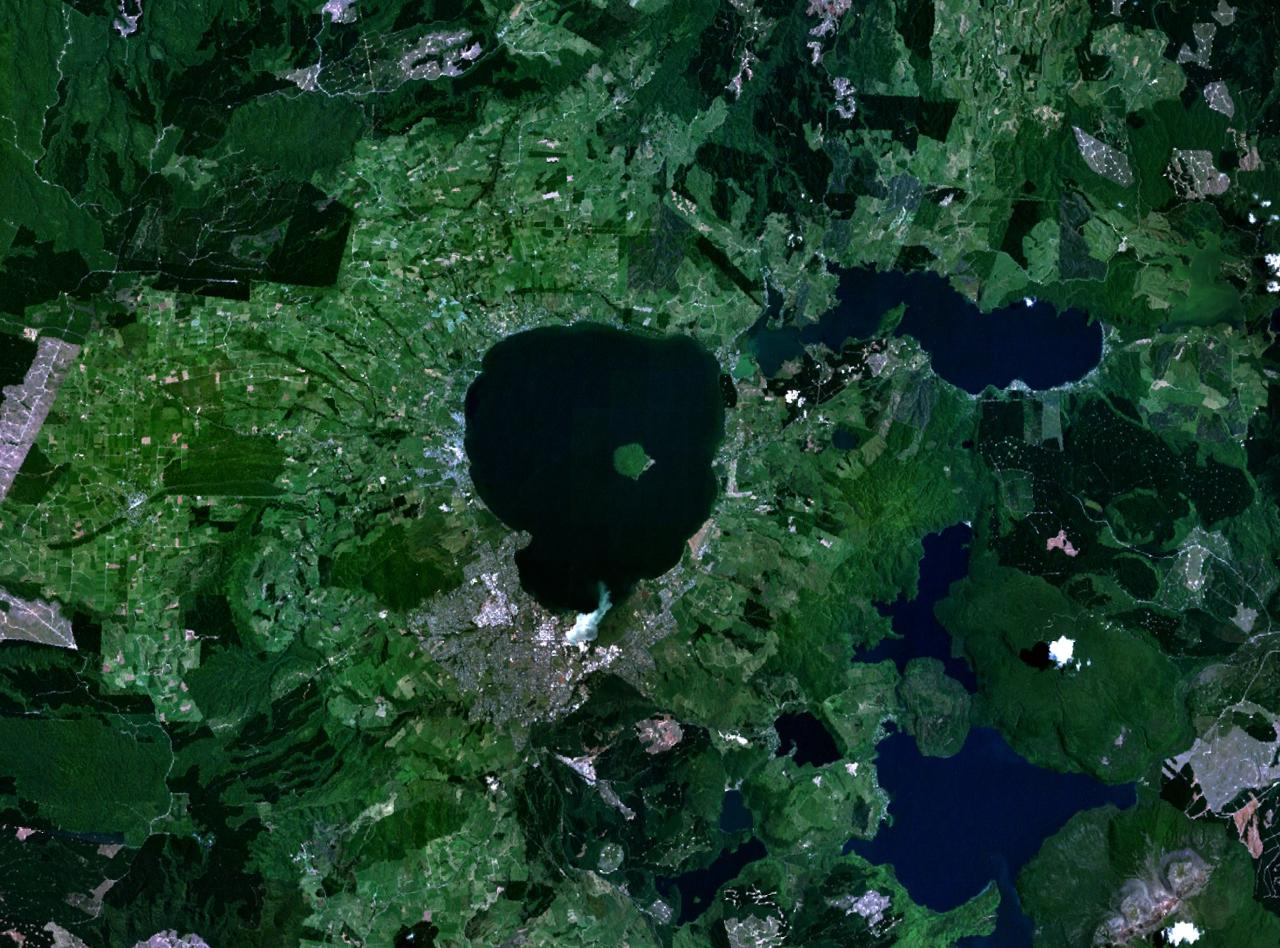
NASA 위성 사진
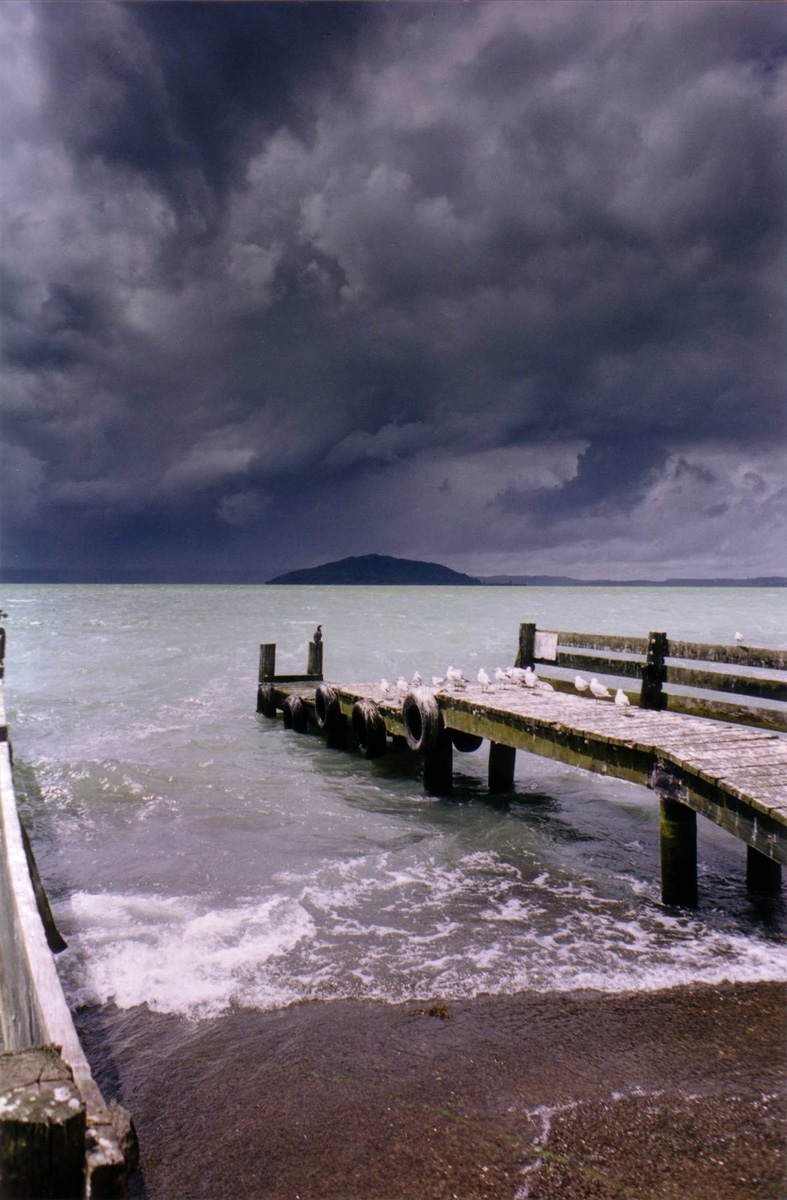
남쪽에서 본 흐린 날의 모코이아